# Kusagatti, Ranibennur
Kusagatti là một làng thuộc tehsil Ranibennur, huyện Haveri, bang Karnataka, Ấn Độ.